# Orthochirus soufiensis
Espèce
Orthochirus soufiensis est une espèce de scorpions de la famille des Buthidae.

## Distribution
Cette espèce est endémique de la wilaya d'El Oued en Algérie. Elle se rencontre vers Debila à 60 m d'altitude.

## Description
La femelle holotype mesure 35,1 mm et le mâle  paratype 23,6 mm.

## Étymologie
Son nom d'espèce, composé de souf(i) et du suffixe latin -ensis, « qui vit dans, qui habite », lui a été donné en référence au lieu de sa découverte, le Souf.

## Publication originale
- Lourenco & Sadine, 2021 : « The genus Orthochirus Karsch, 1891, in Algeria with description of a new species (Scorpiones, Buthidae). » Bulletin de la Société entomologique de France, vol. 126, no 2, p. 175-181.